# Покуй (Опольське воєводство)
Покуй (пол. Pokój, нім. Bad Carlsruhe in O.S.) — село в Польщі, у гміні Покуй Намисловського повіту Опольського воєводства.
Населення — 1452 особи (2011).

## Демографія
Демографічна структура станом на 31 березня 2011 року:
|          | Загалом | Допрацездатний вік | Працездатний вік | Постпрацездатний вік |
| -------- | ------- | ------------------ | ---------------- | -------------------- |
| Чоловіки | 685     | 116                | 509              | 60                   |
| Жінки    | 767     | 128                | 475              | 164                  |
| Разом    | 1452    | 244                | 984              | 224                  |